# Судебный вестник
«Суде́бный ве́стник» — газета, выходившая в Санкт-Петербурге с 1866 по 1877 год.

## История
Газета министерства юстиции «Судебный вестник» выходила в Санкт-Петербурге с 25 мая 1866 года по 1877 год. В первое время выходила с периодичностью 2 раза в неделю, с сентября 1866 года — ежедневно. В 1877 году меняла подзаголовки.
Редактировали газету в разное время А. Чебышев-Дмитриев, П. Марков, А. Лохвицкий, А. Думашевский, В. Д. Рычков и С. М. Пономарев, Е. В. Корш.
В 1866—1868 гг. «Судебный вестник» был официальным органом министерства юстиции. В «Официальной части» публиковались правительственные распоряжения по судебной части, распоряжения по министерству, сведения о личном составе, решения кассационных департаментов сената. В «Неофициальной части» разъяснялись процессуальные вопросы, вопросы гражданского и уголовного права, публиковались судебная хроника, разборы наиболее интересных судебных постановлений.
С 1869 года «Судебный вестник» стал частной юридической газетой, в которой большое место отводилось критике современного русского законодательства и судоустройства, требуя их коренного пересмотра. Газета подвергалась цензурным репрессиям, в 1871 и 1877 годах приостанавливалась.
С 1877 года выходила под названием «Северный вестник».
В качестве приложения к газете в 1869—1876 годах выпускался «Судебный журнал. Ежемесячное приложение к „Судебному вестнику“».